# 안가촌
안가촌(일본어: 庵我村)은 일본 교토부 아마타군에 설치되었던 촌이다.